# ファトホル＝モビーン作戦
ファトホル＝モビーン作戦（フォトホル＝モビーンさくせん、ペルシア語: عملیات فتح‌المبین; ‘Amarīyāt-e Fatḥ ol-Mobīn）は、イラン・イラク戦争中、フーゼスターン州を占領したイラク軍に対するイラン軍による大攻勢作戦である。イラン・イラク戦争にとって一つの転換期となった戦いでもある。ファトホル・モビーンとはアラビア語のペルシア語読みで、明白なる勝利の意。ここからファトフのみを切り取って、欧米語では「勝利作戦」とも称される。

## 概要
1981年暮から1982年春ごろまでは雨季で両軍は自然と膠着状態となっていた。この間、イランは攻勢の為戦力の集中、弾薬集積等作戦準備が進められた。作戦開始1週間前から兵士達の休暇が取り消され、医師や看護婦も前線近くへ派遣された。同年3月22日、イラン軍はデズフールを起点にイラク軍2個旅団（第91旅団、第421旅団）が守るスフシェに対して攻撃を開始した。

## 戦闘
イラン軍はイラク軍に占領されているスフシェを包囲すべく展開、アリー・サイヤード・シーラーズィーが指揮する革命防衛隊は連続的な人海戦術による波状攻撃を開始。22日夜にイラン軍は機甲部隊を突入、さらにかつてアメリカで訓練を受けたAH-1パイロット達の錬度も回復しており、イラク軍を空中からも蹂躙した。その後も勢いはとどまらず、イラク第4軍団（第3、第10機甲師団、第1機械化師団他）を南北に分断デズフール周辺とスフシェ及びアブ・カリブ油田地帯を確保、遂に28日にはイラク軍は撤退した。当初の作戦通りイラン軍はイラク軍3個師団を包囲することに成功した。

## その後のイラン
本作戦でもタリーゴル＝コッズ作戦とベイトル＝モガッダス作戦とともにフーゼスターンからイラク軍を駆逐することに成功した。この成功に気をよくしたテヘランの強硬派（当時のマジェリス議長ハーシェミー・ラフサンジャーニーを筆頭）はさらに戦果の拡大を要求、イラク領内への逆侵攻が支持され、その準備に入った。
しかし、イラク軍はソ連式の複合的戦術（それでも末端将校の自主性を認めない硬直したものではあるが）を駆使するのに対して、イラン軍は攻撃の主力に革命防衛隊とバスィージを重用し、訓練不十分のまま単調かつ狂信的な波状的人海戦術に頼るのみであった。

## その後のイラク
一方のイラク側はこれまでに十数万人の死傷者や捕虜を出し、戦車400輌が破壊もしくは放棄するなど損害甚大であった、特に人的資源は枯渇する危険性（当時のイラクの人口は約1,320万人）があり、やがてイラク人（特にイラク・バアス党の支持基盤であるスンナ派イラク人）を出し惜しみするようになり、アラブ諸国からの出稼ぎ労働者（エジプト系移民及び出稼ぎ労働者が約10万人、同じくエチオピア、ソマリア等の移民及び出稼ぎ労働者約100万人）を軍事労務者をして徴用したが、やがて彼らを最前線での道路工事や陣地構築などの最中に事実上の兵役に就かせる状態となった。当然彼らは軍隊経験が無い者もおり、半ば強制的に戦わせられるため士気も訓練も不十分、以後のイラク軍は前述のような素人兵で構成されるようになった。
さらに、重火器の損失を埋めるべくフランス、ブラジル等からの兵器購入を推進していたが、イラクを支えることでイラン・イスラム革命の波及を押し留めることが可能と判断した米ソ両国から援助を受けることとなった。